# Ba người đàn ông
Ba người đàn ông là bộ phim điện ảnh chính kịch của Việt Nam năm 2001 do Trần Ngọc Phong đạo diễn, kịch bản do Việt Linh viết dựa trên truyện ngắn "Tìm cha" của Lê Văn Thảo. Bộ phim có các diễn viên Công Ninh, Quốc Khánh, Mai Trần, Phương Bằng, Thanh Nga. 

## Nội dung
Lấy bối cảnh đầu thời kỳ bao cấp ở miền Nam, câu chuyện bắt đầu khi một thanh niên mồ côi tên Bảng tìm đến một doanh trại quân đội để nhận lại người cha từng thất lạc trong chiến tranh. Người mà Bảng nhận là Trung tá Tám Khoa. Trong thời chiến, ông Khoa là một cán bộ quân đội, trong thời gian đang phục vụ trên chiến trường thì nơi ở của vợ con ông bị máy bay Mỹ tấn công, chỉ còn lại di vật của con trai. Ông Khoa đã xác nhận với tổ chức rằng vợ con ông đã chết.
Dù không chắc chắn Bảng là con mình nhưng ông Khoa vẫn coi cậu như con, tạo điều kiện cho cậu đi học. Hai người sau đó dọn ra khỏi doanh trại để sống trong một ngôi nhà do đơn vị cấp. Lúc này, Bảng nhận ra có điều gì đó không đúng nên trở về quê tìm hiểu lại gốc gác của mình. Khi anh quay về cũng là lúc ông Khoa nhận được kết quả điều tra của đơn vị, ông cũng bí mật trở về quê và gặp được cha đẻ thực sự của Bảng, một cựu chiến binh. 
Một Đại tá trong doanh trại đã hỏi Bảng sẽ thế nào nếu có người khẳng định cậu không phải con ông Khoa, điều này khiến Bảng hoài nghi và lập tức lên đường về quê. Sau cùng, Bảng và hai người cha đã có dịp gặp nhau tháo gỡ mọi chuyện, cậu tiếp tục về sống cùng ông Khoa và coi ông như người cha thứ hai. Cha đẻ của Bảng đã có gia đình riêng, thấu hiểu hoàn cảnh của ông Khoa nên ông cũng chấp nhận quyết định này.

## Nhân sự

### Đội ngũ kỹ thuật
- Họa sĩ thiết kế: Phạm Hồng Phong
- Âm thanh: Ngô Đăng Khoa
- Phó đạo diễn: Huỳnh Phú Vinh
- Biên tập: Ngọc Quang

### Diễn viên
- Công Ninh vai Tám Khoa
- Nguyễn Quốc Khánh vai Bảng
- Năng Huệ Minh vai Nga
- Thanh Nga vai Sa
- Mai Trần vai Lâm
- Phương Bằng vai Nam
- Mỹ Dung vai Mẹ Bảng
- Lê Bình vai Cha Bảng
- Ánh Hoa vai Bà ngoại Nga
- Phương Lan vai Lan
- Tấn Thi vai Đại tá
- Lân Bích vai Ông Sáu lò đường
- Ngọc Lan vai Tú bà

## Phát hành
Bộ phim được chiếu sớm trong buổi chiếu phim đầu tiên của Liên hoan phim Việt Nam lần thứ 13.
Bộ phim được công chiếu ngày 22 tháng 4 năm 2001 trong dịp Đại hội Đảng, tại Thành phố Hồ Chí Minh, Đà Nẵng, Gia Lai, Đăk Lăk và Cần Thơ cùng với phim tài liệu Chị Năm khùng.

## Đón nhận
Bộ phim được đề cử tại Giải thưởng Hội Điện ảnh Việt Nam 2001 và Liên hoan phim Việt Nam lần thứ 13. Bộ phim không giành được giải tại Giải thưởng Hội Điện ảnh Việt Nam vì bị nhận xét là tâm huyết và tay nghề của đạo diễn còn mờ nhạt. Tại Liên hoan phim Việt Nam bộ phim chỉ giành được Bằng khen của Ban Giám khảo.

## Giải thưởng
| Năm  | Giải thưởng                        | Hạng mục         | Kết quả                | Chú thích   |
| ---- | ---------------------------------- | ---------------- | ---------------------- | ----------- |
| 2001 | Liên hoan phim Việt Nam lần thứ 13 | Phim truyện nhựa | Giải của Ban Giám khảo | [ 6 ] [ 4 ] |